# Los amantes del círculo polar (canción)
«Los amantes del círculo polar» es la penúltima canción del segundo álbum de La Oreja de Van Gogh.

## Acerca de la canción
La canción toma su nombre de la película homónima dirigida por el director donostiarra Julio Médem en 1998, a la cual quisieron hacerle un tributo. La canción posee la misma temática; la relación de una pareja que habiendo estado unida durante años no ha podido lograr terminar feliz su historia de amor. La letra la compuso Pablo Benegas, quien la considera su película favorita.
La canción está unida a su predecesora, «Tantas cosas que contar», pues los primeros acordes de la canción siguen el ritmo que la anterior deja al terminar. Un sonido misterioso y envolvente que une ambas pistas del disco. Este mismo método se usó en A las cinco en el Astoria, con las canciones «Europa VII» y «La visita», así como en Guapa en «Dulce locura» y «Perdida» o Más guapa en «El árbol y escalera a la Luna».
El final de la canción está envuelto por el sonido de un sintetizador Moog modelo Multimoog, pasando por filtro y efectos, tocado por Xabi San Martín. Esta canción, tuvo poca proyección y no fue publicada como sencillo en la promoción del disco.
- Datos: Q2894528